# میهای دلیر (فیلم)
میهایِ دلیر (رومانیایی: Mihai Viteazul) که برخی منابع فارسی آنرا میکائیل شجاع نوشته‌اند، یک فیلم حماسی رومانیایی به کارگردانی سرجیو نیکلائسکو است که در سال ۱۹۷۱ منتشر شد. پخش جهانی این فیلم توسط شرکت کلمبیا پیکچرز و تحت عنوان «آخرین جنگ صلیبی» انجام پذیرفت.
این فیلم دربارهٔ یکی از قهرمانان ملی کشور رومانی و حاکم والاچیا به نام میهای دلیر است که سه شاهزاده‌نشین رومانی (والاچیا، مولدووا و ترانسیلوانی) را متحد و تحت لوای یک کشور واحد درآورد.
این فیلم پربیننده‌ترین فیلم رومانیایی در سرتاسر جهان بوده و نمایندهٔ این کشور برای جایزه اسکار بهترین فیلم بین‌المللی در سال ۱۹۷۲ میلادی بود که البته به فهرست نهایی فیلم‌های رقابت‌کننده راه نیافت.

## بازیگران
- آمزا پلئا در نقش میهای دلیر
- اُلگا تودوراکه در نقش مادرِ میهای دلیر
- نیکلائه سکارئانو در نقش خواجه سینان پاشا
- کولئا رائوتو در نقش مراد سوم
- آئورل روگالسکی در نقش رودلف دوم
- کورنلیو گاربئا
- یون بسویو
- سرجیو نیکلائسکو
- ایلاریون چوبانو
- میرچئا آلبولسکو
- پتره گئورگیو
- فلورین پی‌یرسیک
- یوانا بولکا
- کلارا سبوک
- کنستانتین کودرسکو
- واسیله پوپا
- فوری اترله
- الکساندرو رپان
- سابولچ چخ
- گئورگه کوزوریچی
- ژان لورین فلورسکو
- هوریا کاچولسکو